# Архиепископија америчка
Архиепископија америчка (енгл. Archdiocese of America) органски је дио Цариградске патријаршије.
Поглавар је господин Елпидофор, а сједиште архиепископије се налази у Њујорку.

## Историја
Први грчки православци у Сјеверној Америци су улазили у састав етнички мјешовитих парохија које су се налазиле у јурисдикцији Камчатске, курилске и алеутске епархије (касније Алеутске и северноамеричке епархије) Руске православне цркве. Црквени живот грчких емиграната у САД се одвијао под окриљем Грчке православне духовне мисије Руске православне цркве, а на челу мисије се налазио грчки архимандрит.
Октобра 1918, по благослову васељенског патријарха Германа V, митрополит атински Мелетије (Метаксакис) је посјетио САД и без канонске дозволе Руске православне цркве у Сјеверној Америци у Њујорку је установио Синодалну комисију на челу са титуларним епископом родостољским Александром (Димоглу), кога је у почетку објединила грчке парохије у Сјеверној Америци под јурисдикцију Грчке православне цркве. Фебруара 1921. митрополит Мелетије, који је годину раније био принуђен да напусти положај поглавара Грчке цркве, по други пут је посјетио Америку и активно се занимао организацијом Грчке архиепископије Сјеверне и Јужне Америке, која је била проглашена за саставни дио Грчке православне цркве, дана 15. септембра 1921. године. Архиепископија је у свом саставу имала око 130 парохија.
Дана 1. марта 1922, по предлогу патријарха Мелетија IV (Метаксакиса), Свети синод Цариградске патријаршије је донио одлуку „о обавезном и искључивом потчињавању“ Цариградској патријаршији све православне дијаспоре. Ускоро је цариградски Свети синод присвојио себи јурисдикцију над православним грчким парохијама у Сјеверној Америци, а самим тим је изузео Грчку архиепископију Сјеверне Америке из јурисдикције Грчке православне цркве. Званично, Држава Њујорк је признала архиепископију 1922.
Стога, архиепископија је основана 11. маја 1922. На чело архиепископије је био постављен бивши епископ родостољски Александар (1922—1930) којем су се потчињавала три епархијска епископа — чикашки, бостонски и санфранцишки, који су заједно сачињавали архијерејски синод.
Године 1996. јединствена Архиепископија је била административно раздвојена на четири дијела на два континента: САД, Канаду, Централну Америку и Јужну Америку. Од тада се у јурисдикцији Архиепископије америчке налази само територија САД.

## Организација
Архиепископија америчка је највећа по броју вјерника канонска јединица Цариградске патријаршије. На њеном челу се налази „архиепископ Америке и егзарх Атлантског и Тихог океана“ кога бира Свети синод Цариградске патријаршије. Он је предсједник Светог архијерејског синода Архиепископије америчке кога састављају сви митрополити. Од 19. августа 1999. поглавар је архиепископ амерички Димитрије (Тракателис).
Архиепископија обухвата око 540 парохија, има око 800 свештеника и око 1,5 милиона вјерника. Организована је у девет епархија: Непосредни архиепископски округ (Њујоршки) и осам митрополија — Чикашку, Бостонску, Денверску, Атлантску, Детроитску, Питсбуршку, Санфранцишку и Њуџерзијску.